# Gabriele Dell’Otto
Gabriele Dell’Otto (ur. 20 grudnia 1973 w Rzymie) – włoski rysownik. 
Jego prace były publikowane w kilku krajach i dotyczyły dziedzin takich jak: rysunki naukowe, komiksy, kalandarze, litografie, książki, foldery oraz okładki dla kolorowych gazet jak i gier. Jest autorem min. panoramy Wielkiej kolekcji komiksów Marvela.